# Francisco Manrique de Lara
Francisco Manrique de Lara (Nájera, 1503-Toledo, 11 de noviembre de 1560) fue un eclesiástico español.
Fue hijo natural del duque de Nájera Pedro Manrique de Lara y de Inés de Mendoza y Delgadillo. 
Capellán mayor de Carlos I y su embajador en Francia para ajustar las paces con Francisco I, 
obispo de Orense desde 1542, 
asistente al Concilio de Trento entre 1552 y 1556, a su regreso a España fue promovido a la sede de Salamanca. 
Nombrado obispo de Sigüenza en 1560, murió en Toledo antes de viajar a su diócesis.
| Predecesor: Fernando Niño                   | Obispo de Orense 1542 – 1556    | Sucesor: Francisco Blanco Salcedo |
| Predecesor: Pedro Acuña Avellaneda          | Obispo de Salamanca 1556 – 1560 | Sucesor: Pedro López de Mendoza   |
| Predecesor: Pedro Pacheco Ladrón de Guevara | Obispo de Sigüenza 1560 †       | Sucesor: Pedro de la Gasca        |